# Project Handclasp

Logo du Project Handclasp

Project Handclasp, lancé en 1962, est un programme d'aide humanitaire de l'US Navy qui a pour objectif de distribuer des produits qualifiés d'« humanitaires », « éducatifs » ou « de bonne volonté » (goodwill) dans les régions où son personnel est déployé. Ce programme poursuit également un but de relations publiques dans les pays étrangers. De façon plus large, il agit comme organisation de contre-insurrection (tous les départements militaires américains soutiennent un programme d'aide civile dans ce but).